# Cabrulus labeculus
Cabrulus labeculus är en insektsart som beskrevs av Delong 1926. Cabrulus labeculus ingår i släktet Cabrulus och familjen dvärgstritar. Inga underarter finns listade i Catalogue of Life.